# Luna E–6–5
A Luna E–6–5 (más források szerint: Luna 5b) jelzésű szovjet holdautomata, a Luna-program, a Hold-program részeként készült.

## Küldetés
Tervezett feladat a Hold megközelítése-sima leszállás, felületének fényképezése, a kozmikus sugárzás, a napszél, a mikrometeoritok, az interplanetáris anyag és a Hold mágneses terének vizsgálata.

## Jellemzői
Építette és üzemeltette az OKB–1 (oroszul: Особое конструкторское бюро №1, ОКБ-1).
Az 1964. április 20-án a Bajkonuri űrrepülőtér indítóállomásról egy párhuzamos elrendezésű, háromfokozatú Molnyija hordozórakéta (8K78M) típusú hordozórakétával állították volna Föld körüli parkolópályára. Az indítás után 340 másodperccel leállt a hajtómű, belépett a légkörbe és elégett.
Az űrszonda és leszállóegysége:
- fékező rakétarész a szükséges üzemanyaggal,
- légzsák-rendszer, biztosította a – hordozóegységből – ledobott  műszeres egység épségét,
- a leszállóegységből négy szárny nyílott ki, biztosítva a stabil helyzetet,
- a légmentesen lezárt műszeres tartály tartalmazta az akkumulátoros erőforrást, a hőellenőrzőt és a televíziós egységet,
- stabilizált állapotban a televíziós kamerák tükörrendszer segítségével fényképezte környezetét, elektronikus feldolgozás után antennájával sugározta vevőállomásaira a képeket.

## Külső hivatkozások
- Luna E–6–5. zarya.info. [2012. december 26-i dátummal az eredetiből archiválva]. (Hozzáférés: 2013. január 15.)
- Luna E–6–5. astronautix.com. (Hozzáférés: 2013. január 15.)
- Luna E–6–5. skyrocket.de. (Hozzáférés: 2013. január 15.)
- Luna-4. ib.cas.cz. [2013. október 13-i dátummal az eredetiből archiválva]. (Hozzáférés: 2013. január 15.)

| Elődje: Luna E–6–4 | Luna-program 1963–1968 | Utódja: Koszmosz–60 |